# СКБ Контур
СКБ Контур — российская группа компаний, занимающаяся разработкой программного обеспечения для бизнеса. Штаб-квартира компании находится в Екатеринбурге.

## История
Основана в 1988 году как специализированное конструкторское бюро «Контур». В начале 1990-х годов компания занималась системами автоматического проектирования. Позднее переквалифицировалась на автоматический учёт на предприятиях, разработав программы «Скат-S» и «Каскад».
В 2000-х годах компания занялась разработкой программ по электронной отчётности.
Генеральный директор компании — Михаил Сродных. Вступил в должность 19 апреля 2022 года, сменив на этом посту Евгения Филатова. Председатель совета директоров СКБ Контур — Дмитрий Мраморов.
С 30 марта 2024 года СКБ Контур является генеральным спонсором телевикторины «Своя игра». В честь компании был назван турнир сезона 2025 года.

## Описание
Группе компаний принадлежит бренд «Контур».
В портфеле «Контура» более 70 продуктов. Среди них — электронный документооборот, бухгалтерия, электронная подпись, работы с маркировкой, онлайн-кассы, проверка контрагентов, интернет-отчетность.
Весной 2022 года «Контур» выпустил на рынок четыре импортозамещающих продукта:
- Контур.Толк — сервис видеоконференцсвязи
- Контур.Доступ — сервис, с помощью которого можно удаленно оказывать техподдержку сотрудникам и клиентам
- Контур.ID — цифровой пропуск, сервис для идентификации пользователей
- Контур.Тревел — сервис организации командировок

## Деятельность
| Год                  | 2008 | 2009 | 2010 | 2011 | 2012 | 2013 | 2014 | 2015 | 2016 | 2017 | 2018 | 2019 | 2020 | 2021 | 2022 | 2023 |
| Выручка, млрд рублей | 1,3  | 1,8  | 2,3  | 3,1  | 3,8  | 4,5  | 5,5  | 6,9  | 8,6  | 10,9 | 13,4 | 15,4 | 17,5 | 22,6 | 26,4 | 32,6 |

На 2024 год занимает 15-е место по выручке среди IT-компаний России и 4-е место — среди IT-разработчиков России (по данным рейтинга CNews500). В рейтинге быстрорастущих технологических компаний «ТехУспех» компания занимает 14-е место, в том числе 4-е — по отрасли «Информационные технологии».
По данным рейтинга RAEX, компания по итогам 2020 года занимает 8-е место среди IT-компаний по объёму выручки и 1-е место по объёму выручки за разработку программного обеспечения.
По состоянию на февраль 2023 года, компания занимает 7 место в рейтинге 30 самых дорогих компаний Рунета по версии Forbes с капитализацией $1,8 млрд.